# Casa de James B. Christie
A Casa de James B. Christie destaca-se como uma emblemática habitação Usonian de Frank Lloyd Wright, erguida num cenário florestal em Bernardsville, no coração de Somerset County, Nova Jersey. 
Edificada em 1940, esta obra representa o marco mais antigo e expansivo de Wright no estado, estendendo-se por cerca de 190 metros quadrados. Projetada com um único piso, a casa combina materiais como tijolo, cipreste e sequoia, refletindo uma harmonia única com a natureza circundante.
A disposição da Casa James B. Christie é considerada uma obra-prima arquitetónica, desenhada num elegante plano em forma de L. O coração deste design revela-se numa sala de estar retangular e uma área de jantar meticulosamente articulada, que se estende perpendicularmente até uma ala reservada a três quartos e respectivas casas de banho. Estrategicamente posicionada no vértice do L, a cozinha funciona como um elo discreto, harmonizando as zonas de convívio e privacidade. A estrutura é magnificamente rematada com um telhado plano, cujo beiral proeminente acentua um design horizontal expansivo, invocando uma sensação de liberdade e amplitude contínua.
Wright sugeriu a James B. Christie, o seu primeiro cliente em Nova Jersey, para optar por um local que se distinguisse pela sua singularidade topográfica e elementos naturais – como cursos de água e árvores – e que proporcionasse um elevado grau de privacidade em relação a construções próximas.